# Lissac (Alt Loira)
Lissac és un municipi francès situat al departament de l'Alt Loira i a la regió d'Alvèrnia-Roine-Alps. L'any 2007 tenia 259 habitants.

## Demografia

### Població
El 2007 la població de fet de Lissac era de 259 persones. Hi havia 96 famílies de les quals 32 eren unipersonals (16 homes vivint sols i 16 dones vivint soles), 24 parelles sense fills, 28 parelles amb fills i 12 famílies monoparentals amb fills.
La població ha evolucionat segons el següent gràfic:
Habitants censats

### Habitatges
El 2007 hi havia 160 habitatges, 106 eren l'habitatge principal de la família, 33 eren segones residències i 21 estaven desocupats. Tots els 160 habitatges eren cases. Dels 106 habitatges principals, 90 estaven ocupats pels seus propietaris, 12 estaven llogats i ocupats pels llogaters i 5 estaven cedits a títol gratuït; 2 tenien dues cambres, 10 en tenien tres, 47 en tenien quatre i 47 en tenien cinc o més. 98 habitatges disposaven pel capbaix d'una plaça de pàrquing. A 41 habitatges hi havia un automòbil i a 53 n'hi havia dos o més.

### Piràmide de població
La piràmide de població per edats i sexe el 2009 era:
| Homes | Edats   | Dones |
| ----- | ------- | ----- |
| 0     | 95 o +  | 0     |
| 0     | 90 a 94 | 0     |
| 0     | 85 a 89 | 0     |
| 0     | 80 a 84 | 0     |
| 4     | 75 a 79 | 8     |
| 4     | 70 a 74 | 12    |
| 12    | 65 a 69 | 4     |
| 20    | 60 a 64 | 16    |
| 0     | 55 a 59 | 4     |
| 4     | 50 a 54 | 8     |
| 4     | 45 a 49 | 0     |
| 28    | 40 a 44 | 8     |
| 4     | 35 a 39 | 12    |
| 12    | 30 a 34 | 16    |
| 4     | 25 a 29 | 8     |
| 16    | 20 a 24 | 8     |
| 0     | 15 a 19 | 20    |
| 8     | 10 a 14 | 20    |
| 8     | 5 a 9   | 8     |
| 4     | 0 a 4   | 4     |

## Economia
El 2007 la població en edat de treballar era de 159 persones, 130 eren actives i 29 eren inactives. De les 130 persones actives 121 estaven ocupades (68 homes i 53 dones) i 9 estaven aturades (4 homes i 5 dones). De les 29 persones inactives 8 estaven jubilades, 8 estaven estudiant i 13 estaven classificades com a «altres inactius».

### Ingressos
El 2009 a Lissac hi havia 110 unitats fiscals que integraven 269 persones, la mediana anual d'ingressos fiscals per persona era de 12.429 €.

### Activitats econòmiques
Dels 7 establiments que hi havia el 2007, 1 era d'una empresa de fabricació d'altres productes industrials, 2 d'empreses de construcció, 1 d'una empresa de comerç i reparació d'automòbils, 2 d'empreses d'hostatgeria i restauració i 1 d'una empresa de serveis.
Dels 3 establiments de servei als particulars que hi havia el 2009, 1 era un taller de reparació d'automòbils i de material agrícola, 1 lampisteria i 1 electricista.
L'any 2000 a Lissac hi havia 23 explotacions agrícoles que ocupaven un total de 1.098 hectàrees.

## Poblacions més properes
El següent diagrama mostra les poblacions més properes.